# 大锥蜗牛
大锥蜗牛（学名：Allopeas gracilis），是柄眼目钻头螺科锥蜗牛属的一种。其种加词来源于拉丁文“gracilis”，意为“纤细的”。

## 分佈
主要分布于台湾，常栖息在为落叶覆盖较为潮湿的腐殖质土底。